# Chesham (Angleterre)
Pour la station de métro, voir Chesham (métro de Londres).
Chesham est une ville située dans les Chilterns, dans le Buckinghamshire, en Angleterre. Elle est située à 18 km d'Aylesbury. Chesham est une paroisse et dispose d'un conseil municipal au sein du district de Chiltern. Chesham est situé dans la vallée de la Chess et entouré de terrains agricoles et à proximité des villages de Amersham et Chesham Bois. Les premières traces de peuplement à cet endroit datent de la seconde moitié du Xe siècle, mais des fouilles archéologiques aux alentours ont prouvé une présence humaine dans la région dès 8 000 ans av. J.-C.
La devise de la ville est Serve one another (servir l'autre). Épître aux Galates chapitre V, verset 13.
Une curiosité de Chesham est que, au lieu d'une gare ferroviaire, elle est desservie par une station du métro de Londres, sur la Metropolitan line.

## Personnalités liées à la ville
- Aneurin Bevan (1897-1960), homme politique gallois appartenant au Parti travailliste, y est mort ;
- William Cavendish (2e baron Chesham) (1815–1882), politicien Libéral britannique, y est né et y est mort ;
- Arthur Lasenby Liberty (1843-1917), le fondateur et propriétaire du grand magasin "East India house", aujourd'hui "Liberty" à Londres, y est né ;
- Harold Mattingly (1884-1964), historien de l'art et un numismate britannique, spécialiste de l'histoire de la Rome antique, y est mort ;
- Margaret Mee (1909-1988), syndicaliste, botaniste et illustratrice botanique britannique, spécialiste des plantes de la forêt amazonienne brésilienne, y est née.

## Jumelage
- Houilles (France) depuis 1998[2]